# PalaOlimpia
PalaOlimpia – arena sportowo-rozrywkowa w Weronie. Jej pojemność to 5 350 osób.

## Wydarzenia na obiekcie

### Sport
W 2010 r. były rozgrywane mecze grupy B Mistrzostw Świata w Piłce Siatkowej Mężczyzn. 23 stycznia 2011 roku odbył się finał Pucharu Włoch w piłce siatkowej mężczyzn. W finale Bre Banca Lannutti Cuneo wygrało 3:0 z Itas Diatec Trentino. W 2014 r. były rozgrywane mecze grupy C Mistrzostw Świata w Piłce Siatkowej Kobiet. 17 stycznia 2015 został rozegrany Mecz Gwiazd Lega Basket A. 1 maja 2021 roku odbył się Super Finał Ligi Mistrzów mężczyzn i kobiet.

### Koncerty
W PalaOlimpia koncertowały następujące gwiazdy:
- Giorgia Verona[1]
- Francesco Mazzoli[2]
- Max Pezzali[3]